# Nikobári füleskuvik
A nikobári füleskuvik (Otus alius) a madarak (Aves) osztályának bagolyalakúak (Strigiformes) rendjébe, ezen belül a bagolyfélék (Strigidae) családjába tartozó faj.

## Rendszerezése
A fajt Pamela Cecile Rasmussen amerikai ornitológus írta le 1998-ban.

## Előfordulása
Az Indiához tartozó Andamán- és Nikobár-szigeteken honos. A Nagy-Nikobár-sziget a fő elterjedési területe, de a Kis-Nikobár-szigeten is megtalálható. Természetes élőhelyei a szubtrópusi és trópusi síkvidéki esőerdők. Állandó, nem vonuló faj.

## Megjelenése
Testhossza 20 centiméter.

## Életmódja
Pókokkal, bogarakkal és gekkófélékkel táplálkozik.

## Természetvédelmi helyzete
Az elterjedési területe kicsi, egyedszáma 2500-9999 példány közötti és csökken. A Természetvédelmi Világszövetség Vörös listáján mérsékelten fenyegetett fajként szerepel.